# Uwe Schwarz

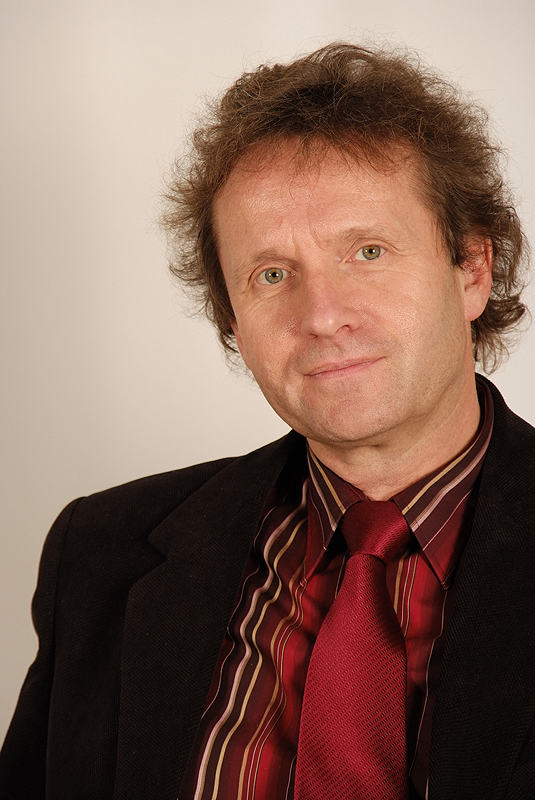
Uwe Schwarz (2009)

Uwe Schwarz (* 30. März 1957 in Hildesheim) ist ein deutscher Politiker (SPD). Er war von Juni 1986 bis November 2022 Mitglied des Niedersächsischen Landtags.

## Ausbildung und Beruf
Nach dem Besuch der Volksschule in Bad Gandersheim ging Schwarz zur Handelsschule in Einbeck und machte eine Ausbildung zum Sozialversicherungsfachangestellten, Fachrichtung Krankenversicherung. Nach der 2. Verwaltungsprüfung war er bis zu seiner Wahl in den Landtag Gruppenleiter und EDV-Verbindungsmann bei der AOK Nordharz und Personalratsvorsitzender.
Schwarz ist mit der Gandersheimer Bürgermeisterin Franziska Schwarz verheiratet und hat eine Tochter.

## Politik
Seit 1973 ist Schwarz Mitglied der SPD. Er ist Vorsitzender des Unterbezirks Northeim-Einbeck und Vorstandsmitglied des SPD-Bezirks Hannover. 
Von 1981 bis 2005 war er Ratsherr der Stadt Bad Gandersheim. Von 1986 bis 1991 und von 1996 bis 2001 war er dortiger Bürgermeister, anschließend stellvertretender Bürgermeister. Seit 1996 gehört er dem Kreistag des Landkreises Northeim an, derzeit als Vorsitzender SPD-Fraktion. Er ist Vorsitzender des Aufsichtsrates der Gandersheimer Domfestspiele gGmbH.
Dem Niedersächsischen Landtag gehörte er von 1986 bis 2022 an, meist als Direktkandidat des Wahlkreises Einbeck. Damit war er zum Zeitpunkt seines Ausscheidens aus dem Landtag das dienstälteste Mitglied des Landtags. Schwarz war Vorstandsmitglied der SPD-Landtagsfraktion und Vorsitzender des Arbeitskreises Soziales, Frauen, Familie und Gesundheit. Bei der Landtagswahl 2022 trat er nicht erneut an.
Zur niedersächsischen Landtagswahl 2008 wurde Uwe Schwarz in das Schattenkabinett des SPD-Spitzenkandidaten Wolfgang Jüttner für den Bereich Gesundheit und Soziales berufen.
Schwarz ist Mitglied von ver.di, der Arbeiterwohlfahrt und mehrerer Vereine, z. B. der örtlichen Freiwilligen Feuerwehr. Unter anderem ist er Fördermitglied bei der Kindernothilfe.